# Balls to Picasso
Balls to Picasso (в пер. с англ. — Иди ты, Пикассо) — второй сольный студийный альбом британского хэви-метал исполнителя Брюса Дикинсона, изданный в июне 1994 года. Согласно одной из версий, Balls to Picasso — это надпись, увиденная Брюсом в общественном туалете. 

## Об альбоме
Balls to Picasso стал первым альбомом в сольной карьере Дикинсона, выпущенным после того, как он официально покинул Iron Maiden (хотя он снова присоединился к группе в 1999 году), и ознаменовал начало сотрудничества Брюса Дикинсона с Роем Зи, в значительной мере повлиявшим на этот и многие из более поздних альбомов Брюса, включая Accident of Birth, The Chemical Wedding и Tyranny of Souls. Стилистически он отходит от предыдущего альбома Tattooed Millionaire, но всё ещё звучит более традиционно, чем последующий Skunkworks, выпущенный в 1996. Впоследствии Дикинсон говорил, что их с Роем Зи уговорили создать альбом менее тяжёлый, чем он должен был быть.
«Laughing in the Hiding Bush» посвящена сыну Брюса Дикинсона. По воспоминаниям Брюса, когда его сын был совсем ребёнком, на вопрос где он был, тот ответил, что «смеялся в прячущихся кустах» вместо «прятался в смеющихся кустах». «Смеющимися кустами» в доме семьи Дикинсонов называли ограду в виде живой изгороди.

## Список композиций
Слова и музыка всех песен — Bruce Dickinson и Roy Z, если не указано иное.
| №   | Название                      | Автор(ы)                          | Длительность |
| --- | ----------------------------- | --------------------------------- | ------------ |
| 1.  | «Cyclops»                     |                                   | 7:58         |
| 2.  | «Hell No»                     |                                   | 5:11         |
| 3.  | «Gods of War»                 |                                   | 5:02         |
| 4.  | «1000 Points of Light»        |                                   | 4:25         |
| 5.  | «Laughing in the Hiding Bush» | B. Dickinson, Z, Austin Dickinson | 4:20         |
| 6.  | «Change of Heart»             |                                   | 4:58         |
| 7.  | «Shoot All the Clowns»        |                                   | 4:24         |
| 8.  | «Fire»                        | B. Dickinson, Z, Eddie Casillas   | 4:30         |
| 9.  | «Sacred Cowboys»              |                                   | 3:53         |
| 10. | «Tears of the Dragon»         | B. Dickinson                      | 6:24         |

## Список композиций для расширенного издания 2005 года (в качестве второго CD)
1. «Fire Child»
2. «Elvis has left the Building»
3. «The Breeding House»
4. «No Way Out…To Be Continued»
5. «Tears of the Dragon (Акустическая версия)»
6. «Winds of Change» (композиция, записанная в течение сессии Tattooed Millionaire, но не вошедшая на альбом)
7. «Spirit of Joy»
8. «Over and Out»
9. «Shoot All the Clowns (Ремикс)»
10. «Laughing in the Hiding Bush (Live)»
11. «The Post Alternative Seattle Fall Out (live)»
12. «Shoot All the Clowns (Ремикс)»
13. «Tibet»
14. «Tears of the Dragon (Версия номер два)»
15. «Cadillac Gas Mask»
16. «No Way Out…Continued»

## Синглы
1. «Cyclops», апрель 1994
2. «Tears Of The Dragon», апрель 1994
3. «Shoot All The Clowns», август 1994
4. «Sacred Cowboys», январь 1995

## Участники записи
- Брюс Дикинсон — вокал

### В записи принимали участие музыканты группыTribe of Gypsies
- Рой Зи — гитара
- Эдди Гассилас — бас-гитара
- Дэвид Ингрэйем — ударные
- Дуг Ван Бовен — перкуссия

### Приглашённые музыканты
- Марио Огуляр (перкуссия в «Shoot all the Clowns»)
- Дин Ортега (вокал в «Shoot all the Clowns»)
- Дик Флистзар (из группы Skin) — ударные в композиции «Tears of the Dragon»